# Omolabus argentinicus
Omolabus argentinicus es una especie de coleóptero de la familia Attelabidae.

## Distribución geográfica
Habita en Argentina.